# Karlsruher Bibliotheken
In den wissenschaftlichen und öffentlichen Bibliotheken Karlsruhes sind über sechs Millionen Bücher und andere Medien vorhanden.

## Badische Landesbibliothek

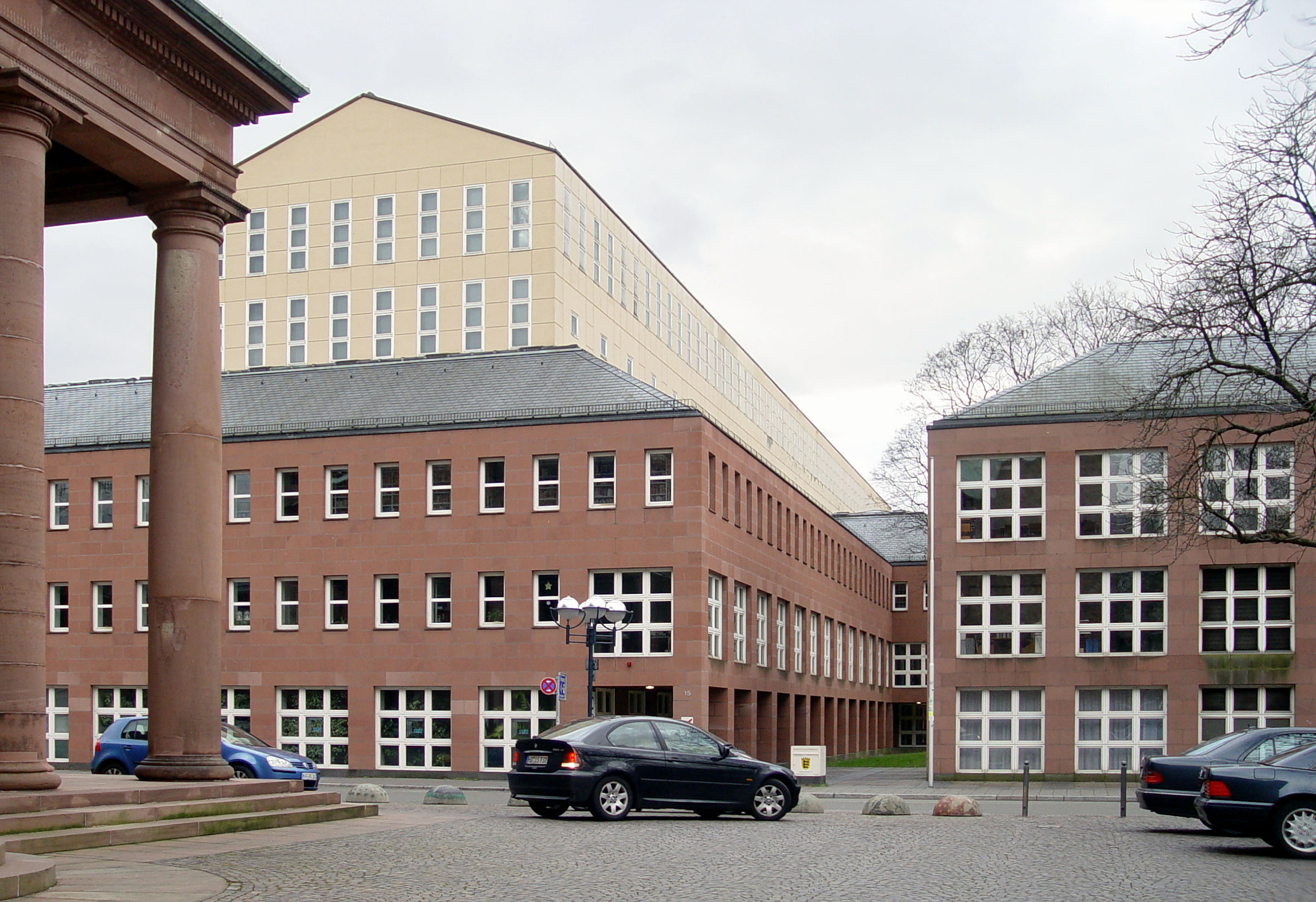
Badische Landesbibliothek

Die Badische Landesbibliothek ist eine wissenschaftliche Universalbibliothek. Ihr Bestand beläuft sich auf ca. 2,9 Millionen Medien aus allen Fachgebieten (Stand: 2023) zuzüglich eines umfangreichen Angebots digitaler Medien.
Sie ist als Regionalbibliothek für die Regierungsbezirke Freiburg und Karlsruhe zuständig und nimmt dabei das Pflichtexemplarrecht wahr. Sie hat ihren Ursprung in der um 1500 als Pforzheimer Schlossbibliothek gegründeten Markgräfisch-Badischen Hofbibliothek. Seit 1987 ist sie in einem von Oswald Mathias Ungers geplanten Neubau in der Erbprinzenstraße untergebracht. Zu den Sammlungen gehören zahlreiche historische Handschriften aus Beständen des Adels und der Klöster des Landes, darunter seit 2001 die Donaueschinger Nibelungenhandschrift C sowie seit 2018 die Donaueschinger Wigalois-Handschrift (Cod. Don. 71).

## KIT-Bibliothek
Die KIT-Bibliothek (Bibliothek des Karlsruher Instituts für Technologie) ist die größte der Karlsruher Hochschulbibliotheken. Sie ist Ende 2009 aus der Universitätsbibliothek Karlsruhe, die 1840 als Bibliothek des damaligen Polytechnikums gegründet wurde, und der Bibliothek des Forschungszentrums Karlsruhe hervorgegangen. Die Bibliothek verfügt über einen Gesamtbestand von über zwei Millionen Büchern und 28.000 Zeitschriften sowie multimediale Dokumente und Mikroformen. Die Schwerpunkte liegen in den Bereichen Naturwissenschaft, Technik und Wirtschaftswissenschaften. Registrierte Benutzer können die KIT-Bibliothek Süd rund um die Uhr nutzen und über ein Selbstverbuchungssystem Bücher entleihen und zurückgeben. Die KIT-Bibliothek betreibt den Karlsruher Virtuellen Katalog, eine Metasuchmaschine für deutsche und internationale Online-Bibliothekskataloge.
Seit 2009 versorgt die KIT-Bibliothek auch die Hochschule Karlsruhe – Technik und Wirtschaft mit der Fachbibliothek Hochschule Karlsruhe (FBH) in der Moltkestraße. Die bis dahin gemeinsam von PH und Hochschule Karlsruhe genutzte Hochschulbibliothek Karlsruhe wird seitdem auf den Bedarf der Pädagogischen Hochschule Karlsruhe ausgerichtet. Die gemeinsame Bibliothek des ZKM und der Staatlichen Hochschule für Gestaltung besitzt etwa 50.000 Bücher mit dem Schwerpunkt bei der Kunst des 20. Jahrhunderts. Die Bibliotheken der Staatlichen Akademie der Bildenden Künste, der Hochschule für Musik und der Dualen Hochschule stehen in erster Linie den Studierenden zur Verfügung.

## Stadtbibliothek Karlsruhe

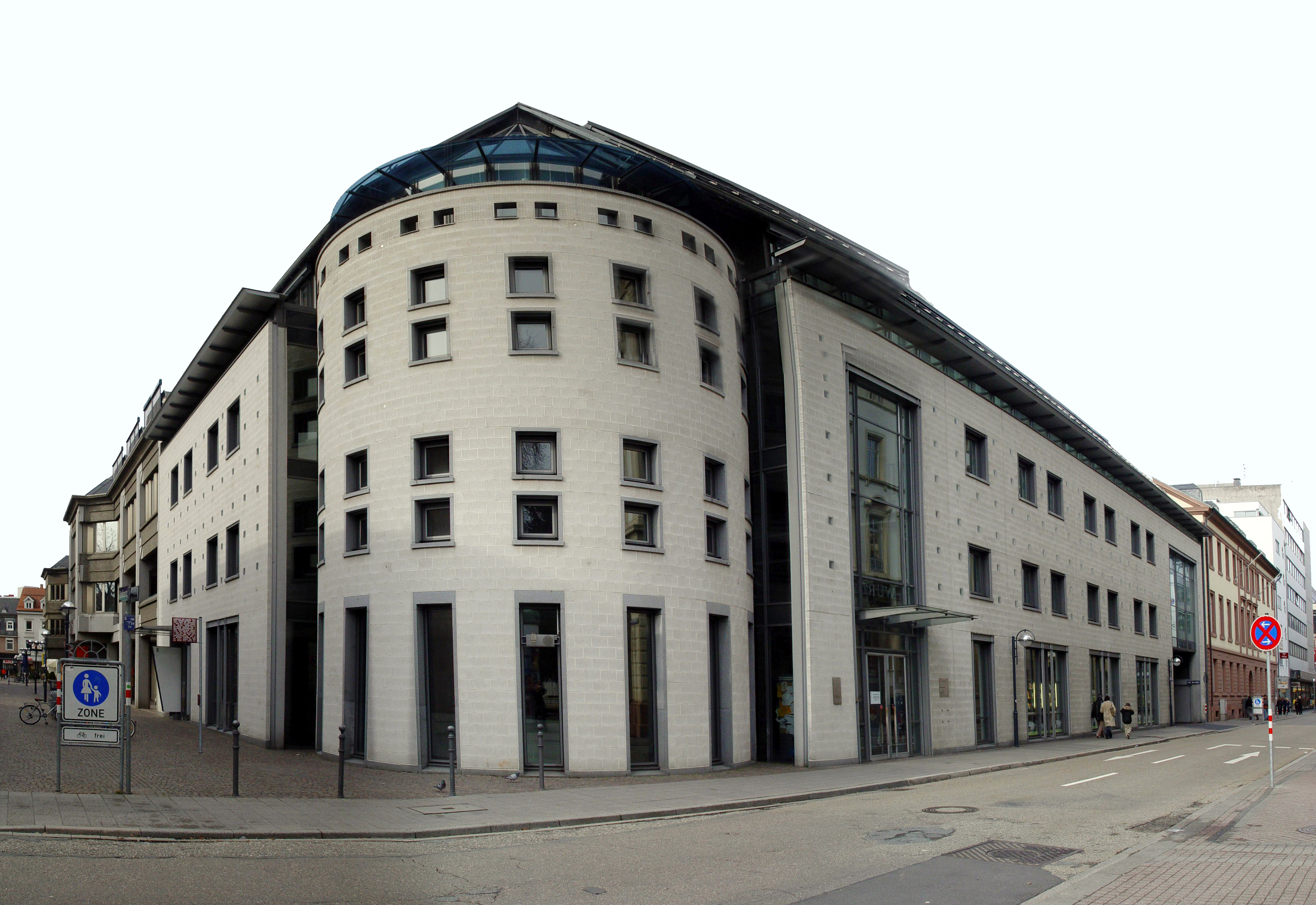
Das Neue Ständehaus, Sitz der Stadtbibliothek

Die Stadtbibliothek Karlsruhe ist die öffentliche Bibliothek der Stadt Karlsruhe mit einem Bestand von über 300.000 Medien. Sie wurde 1921 gegründet und ist seit 1993 im wiederaufgebauten neuen Ständehaus beheimatet. Zur Stadtbibliothek gehören Stadtteilbibliotheken in Durlach, Grötzingen, Mühlburg, Neureut und der Waldstadt. Eine ihrer Zweigstellen ist auch die Amerikanische Bibliothek, die 1996 durch eine Schenkung der abgezogenen US-Garnison entstand und über etwa 35.000 englischsprachige Bücher verfügt. Die Stadtbibliothek betreibt darüber hinaus eine Kinder- und Jugendbibliothek im Prinz-Max-Palais und einen Medienbus, der die Randbezirke der Stadt befährt.

## Kunstbibliothek der Staatlichen Kunsthalle Karlsruhe
Die Kunstbibliothek der Staatlichen Kunsthalle Karlsruhe ist mit über 150.000 Bänden eine der großen öffentlich zugänglichen Museumsbibliotheken in Deutschland.

## Bibliothek des Bundesverfassungsgerichts
Die Bibliothek des Bundesverfassungsgerichts mit circa 400.000 Bänden ist eine gerichtsinterne, nicht allgemein zugängliche wissenschaftliche Fachbibliothek. Die Bibliothek des Bundesgerichtshofs ist begrenzt auch für externe Benutzer zugänglich.

## Bibliothek des Bundesgerichtshofs
Die Bibliothek des Bundesgerichtshofs ist die größte Gerichtsbibliothek Deutschlands. Ihr Bestand (2021 ca. 480.000 Bände) umfasst nahezu alle Publikationen zum deutschen Recht, die zwischen 1800 und 1970 erschienen sind. Seit den 1970er-Jahren liegt der Erwerbungsschwerpunkt entsprechend der Zuständigkeit des Gerichts auf zivil- und strafrechtlicher Literatur. Die Bibliothek versorgt die Angehörigen des Bundesgerichtshofs und des Generalbundesanwalts beim Bundesgerichtshof mit Literatur. Sie erwirbt Print- und Online-Medien, erschließt diese formal und inhaltlich und stellt sie in den Bibliotheksräumen, in Handbibliotheken sowie im Intranet und im Internet zur Verfügung. Außerdem bietet sie einen versierten Auskunftsdienst, der ihren Nutzerinnen und Nutzern trotz steigendem Publikationsaufkommen und komplexer Ressourcenlage eine sichere Orientierung im Bereich juristischer Fachinformationen ermöglicht. Die Bibliothek katalogisiert nicht nur Bücher und Zeitschriften, sondern auch Online-Ressourcen sowie ausgewählte Aufsätze aus Zeitschriften und Sammelwerken. Außerdem sammelt sie Gesetzesmaterialien auf dem Gebiet des Zivil- und des Strafrechts. Die Bibliothek ist zudem für Gestaltung und Pflege des Internetauftritts des Bundesgerichtshofs verantwortlich, soweit es sich nicht um Entscheidungen handelt.
Die Bibliothek ist vorrangig für die Angehörigen des Bundesgerichtshofs und des Generalbundesanwalts beim Bundesgerichtshof sowie für die beim Bundesgerichtshof zugelassenen Rechtsanwältinnen und Rechtsanwälte tätig. Für diesen Nutzerkreis – in Karlsruhe über 850 Personen – ist die Bibliothek an sieben Tagen rund um die Uhr geöffnet. Externe Personen können Medienangebot und Service der Bibliothek von Montag bis Donnerstag von 8.30 bis 15 Uhr und freitags von 8.30 bis 14 Uhr nutzen, jedoch keine Medien entleihen. Die Bibliothek des Bundesgerichtshofs nimmt am deutschen und am internationalen Leihverkehr teil.

## Landeskirchliche Bibliothek
Die landeskirchliche Bibliothek der Evangelischen Landeskirche in Baden
weist einen Gesamtbestand von etwa 110.000 Büchern auf. Sie besitzt dabei ein Exemplar der Augusta-Maria-Bibel von 1698.

## Infozentrum Wasserbau
Das Infozentrum Wasserbau ist die wissenschaftliche Bibliothek der Bundesanstalt für Wasserbau in Karlsruhe. Für die Wasser- und Schifffahrtsverwaltung des Bundes (WSV) ist es Literatur-, Informations- und Dokumentationsstelle, zudem beherbergt es die Fachbibliothek des Kuratoriums für Forschung im Küsteningenieurswesen und das Historische Bildarchiv der Bundeswasserstraßen. Der Bestand des IZW umfasst über 100.000 Medieneinheiten.

## Liste Karlsruher Bibliotheken
- Badische Landesbibliothek
- Bibliothek des Bundesgerichtshof
- Bibliothek des Bundesverfassungsgerichts
- Bibliothek der Hochschule für Musik Karlsruhe
- Bibliothek der Pädagogischen Hochschule Karlsruhe
- Infozentrum Wasserbau
- KIT-Bibliothek (Bibliothek des Karlsruher Instituts für Technologie)
- Kunstbibliothek der Staatlichen Kunsthalle Karlsruhe
- Landeskirchliche Bibliothek der Evangelischen Landeskirche in Baden
- Bibliothek des Staatlichen Museums für Naturkunde Karlsruhe[11]
- Stadtbibliothek Karlsruhe
  - Amerikanische Bibliothek
  - Kinder- und Jugendbibliothek im Prinz-Max-Palais
  - Stadtteilbibliothek Durlach
  - Stadtteilbibliothek Grötzingen
  - Stadtteilbibliothek Neureut
  - Stadtteilbibliothek Mühlburg
  - Stadtteilbibliothek Waldstadt
- Gemeinsame Bibliothek des Zentrums für Kunst und Medien und der Staatlichen Hochschule für Gestaltung Karlsruhe

Bibliotheken im Regierungsbezirk Karlsruhe
- Bibliothek des Melanchthonhaus (Bretten)
- Gemeindebücherei Karlsbad

## Bibliotheksportal Karlsruhe
Die Karlsruher Bibliotheken sind über das Bibliotheksportal Karlsruhe zugänglich.

## Belege
1. ↑  Bibliotheken in Karlsruhe, Stadt Karlsruhe, abgerufen am 17. Juli 2011.
2. ↑  Statistik. In: Webseite der Badischen Landesbibliothek. Badische Landesbibliothek, abgerufen am 12. Januar 2019.
3. ↑  Pädagogische Hochschule Karlsruhe: Hochschulbibliothek, abgerufen am 18. Juli 2011.
4. ↑  Wissenschaftliche Bibliotheken, Stadt Karlsruhe, abgerufen am 18. Juli 2011.
5. ↑  Amerikanische Bibliothek, Stadt Karlsruhe, abgerufen am 17. Juli 2011.
6. ↑   Kunstbibliothek der Staatlichen Kunsthalle Karlsruhe (Memento vom 15. Juli 2011 im Internet Archive), abgerufen am 17. Juli 2011.
7. ↑  Die Bibliothek des Bundesverfassungsgerichts, abgerufen am 29. Januar 2016.
8. ↑  Die Bibliothek des Bundesgerichtshofs (Memento des Originals vom 4. Juli 2011 im Internet Archive)  Info: Der Archivlink wurde automatisch eingesetzt und noch nicht geprüft. Bitte prüfe Original- und Archivlink gemäß Anleitung und entferne dann diesen Hinweis., abgerufen am 17. Juli 2011.
9. ↑  EKIBA, abgerufen am 18. Oktober 2018.
10. ↑  Presseinformation vom 4. Juli 2017: Neue Informationsplattform der BAW(PDF)
11. ↑  Bibliothek auf smnk.de
12. ↑  http://www.bibliotheksportal-karlsruhe.de